# Цвітуще
Цвіту́ще (до 1948 — Червоний Корпе, Кизил-Корпе, крим. Qızıl Körpe) — село Білогірського району Автономної Республіки Крим.
Відстань від райцентру до населеного пункта становить 53 кілометрів по прямій.